# Tommy & Oskar (film)
Tommy & Oskar (ang. Tommy & Oscar, 2008) – brytyjsko-włoski film animowany. Film powstał na podstawie serialu o tym samym tytule Tommy & Oskar z 1999 roku.

## Opis fabuły
Film opowiada o dwóch przyjaciołach zwykłym chłopcu Tommym i kosmicie Oskarze, którzy mają za zadanie chronić dziewczynkę o imieniu Ming. Odkryta przez archeologów w magiczny sposób zmieniła się w żywą dziewczynkę. Gdy o tym niezwykłym zjawisku dowiedział się chciwy producent zabawek Cezar, postanowił za wszelką cenę porwać Ming i uczynić z niej najdroższą zabawkę na świecie. Zabawkę chciał także zdobyć kosmiczny kolekcjoner. Jedynie dwójka przyjaciół może ocalić Ming przed złem.

## Wersja polska
Opracowanie: na zlecenie Vision Film Distribution – STUDIO LINGUA

Dialogi i reżyseria: Krzysztof Staroń

Realizacja dźwięku: Robert Buczkowski

W wersji polskiej udział wzięli:
- Ewa Mróz
- Magdalena Zając
- Piotr Dobrzyński
- Janusz German
- Marek Lipski
- Jan Wojciech Poradowski
- Łukasz Pruchniewicz
- Mariusz Siudziński
- Patryk Steczek
- Maciej Więckowski

i inni